# Ваздухопловна база Еглин
Ваздухопловна база Еглин (енгл. Eglin Air Force Base) насељено је место без административног статуса у америчкој савезној држави Флорида.

## Демографија
По попису из 2010. године број становника је 2.274, што је 5.808 (-71,9%) становника мање него 2000. године.
| Група             | 2000.         | 2010.         |
| Белци             | 5.399 (66,8%) | 1.567 (68,9%) |
| Афроамериканци    | 1.198 (14,8%) | 202 (8,9%)    |
| Азијати           | 239 (3,0%)    | 50 (2,2%)     |
| Хиспаноамериканци | 904 (11,2%)   | 312 (13,7%)   |
| Укупно            | 8.082         | 2.274         |